# Allgemeines Lexikon der Künste und Wissenschaften

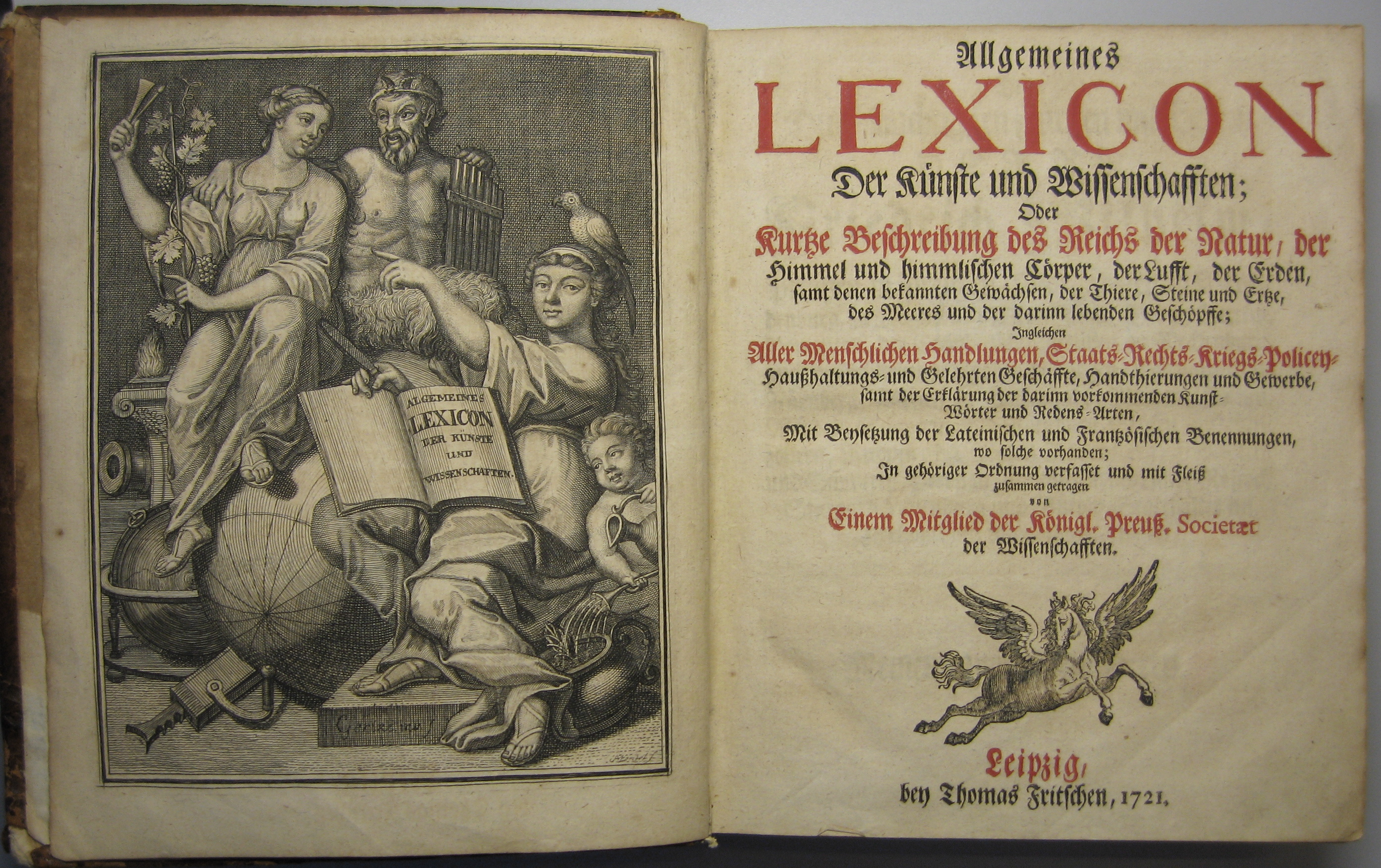
Allgemeines Lexicon der Künste und Wissenschafften, Titelkupfer und Titelblatt der ersten Auflage, Leipzig 1721.

Das Allgemeine Lexikon der Künste und Wissenschaften ist ein weit gefasstes Realwörterbuch, dessen Erstauflage von Johann Theodor Jablonski (1654–1731) bearbeitet wurde und 1721 bei Fritsch in Leipzig erschien. Das Lexikon wurde 1748 von einem Unbekannten und 1767 von Johann Joachim Schwabe in jeweils deutlich vermehrten Umfang neu bearbeitet und herausgegeben.

## Inhalt
Das Lexikon enthält einen Vorbericht, ein Verzeichnis der Quellen, das Wörterverzeichnis sowie je ein Register der lateinischen (Index Vocum Latinarum suis locis explicatarum) und französischen (Table Des noms et termes expliqués aux endroits marqués de l’ouvrage) Ausdrücke.
Jablonski hat für das Wörterverzeichnis vor allem Lemmata ausgewählt, die der Sache nach eine Beschreibung oder Erläuterung erforderten. Fremdwörter, bei denen es nur auf die Bedeutung ankommt, hat er nicht aufgenommen. Weiterhin hat er Begriffe aus der Theologie und der Geschichte völlig, der Geografie (Ortsnamen) weitgehend und der Genealogie (Personennamen) völlig ausgeschlossen. Dagegen kam es ihm vor allem auf die „Beschreibung der natürlichen Dinge“, die Begriffe der Wissenschaften sowie Wörter an, „so in dem täglichen Umgange unter allerley Weltgeschäfften vorkommen“. Die Darstellung der behandelten Gebiete ist sehr uneinheitlich. So sind die Artikel aus dem Bereich der Philosophie ausgesprochen weit gefasst und wenig detailreich. Dagegen werden beispielsweise für die Bereiche Bergbau und Heraldik auch sehr spezielle Fachausdrücke angegeben. Insgesamt ist die Breite der Darstellung mit vielen Mängeln behaftet.
Den Lemmata fügt Jablonski, soweit verfügbar, lateinische und französische Übersetzungen an. Den folgenden Artikeltext gliedert er bei den natürlichen Dingen in Wesen, Eigenschaften, Nutzen und Gebrauch, Seltenheiten sowie Anmerkung oder geheime Deutung. Bei Begriffen der Wissenschaften werden Art und Zweck benannt, geschildert, womit sie eigentlich umgehen und wozu sie dienen und die Mittel, wie sie zu erlernen, angegeben. Am Ende des Artikeltextes wird in der Regel ein Titel aus dem Quellenverzeichnis in abgekürzter Form als Beleg angeführt. Die Länge der Artikeltexte schwankt stark. Während viele nur ein bis zwei Zeilen einnehmen (enge Stichwörter), werden andere über mehrere Spalten ausgedehnt (weite Stichwörter), ohne dass Anhaltspunkte für eine konsequente Behandlung erkennbar sind. 
Verweise bringt Jablonski vor allem bei Synonymie und Polysemie. Darüber hinaus verweist er oft auf übergeordnete Lemmata. Die Verweise haben die Form: s. … (siehe …).

## Ausgaben
- Allgemeines Lexicon Der Künste und Wissenschafften; Oder Kurtze Beschreibung des Reichs der Natur, der Himmel und himmlischen Cörper, der Lufft, der Erden, samt denen bekannten Gewächsen, der Thiere, Steine und Ertze, des Meeres und der darinn lebenden Geschöpffe : Ingleichen Aller Menschlichen Handlungen, Staats- Rechts- Kriegs- Policey- Haußhaltungs- und Gelehrten Geschäffte, Handthierungen und Gewerbe, samt der Erklärung der darinn vorkommenden Kunst-Wörter und Redens-Arten, Mit Beysetzung der Lateinischen und Frantzösischen Benennungen, wo solche vorhanden. Thomas Fritsch, Leipzig (918 Seiten).
- […] Neue, um die Helfte vermehrte, und durchgehends verbesserte Auflage. 2 Bände. Hartung, Königsberg/Leipzig 1748 (1456 Seiten).
- […] von neuem durchgesehen, verbessert und stark vermehret von Johann Joachim Schwabe […]. Zeise und Hartung, Königsberg/Leipzig 1767 (1852 Seiten).
- Mikroficheedition aller Ausgaben: Fischer, Erlangen 1988 (= Archiv der europäischen Lexikographie: Abt. 1: Enzyklopädien. 42).